# 奥野浩昭
奥野 浩昭（おくの ひろあき、1960年9月23日 - 2018年12月11日）は、元男子バレーボール選手である。

## 人物
- 宮城県仙台市出身。
- ポジションはレフト・ライトであるが、左右逆のステップでスパイクの踏切を行ういわゆる「逆足」であったため、右利きながらライトからの攻撃を得意とした。
- 東海大学在学中のバレーボール世界選手権に出場、卒業後は、サントリーに入社、1984年にはロサンゼルスオリンピック日本代表に出場した。1989年に引退した。
- 引退後は社業に専念していたが、2018年12月11日に他界[1]。58歳没。バレーボールマガジンの追悼記事にて、2012年に胃を手術していたことを明かしていた[2]。

## 球歴
- 全日本代表としての主な国際大会出場歴
  - 世界選手権 - 1982年
  - オリンピック - 1984年
- 受賞歴
  - 1983年 - 全日本選手権 若鷲賞
  - 1984年 - 第17回日本リーグ 新人賞・猛打賞・ベスト6